# RollerCoaster Tycoon (computerspelserie)

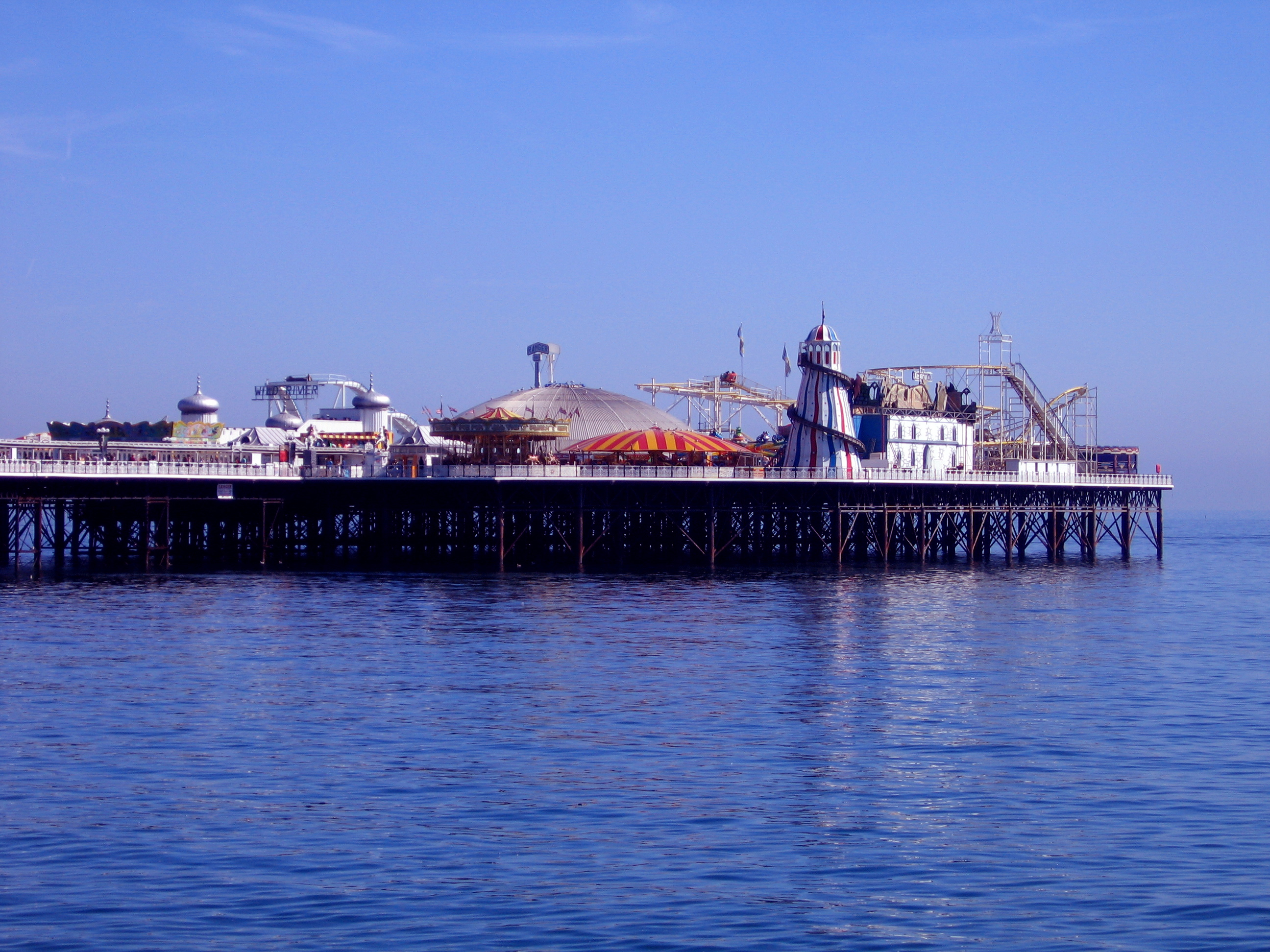
De pier van Brighton met verschillende attracties uit RollerCoaster Tycoon.

RollerCoaster Tycoon (vaak afgekort als RCT) is een serie van computerspellen die het beheren van een attractiepark simuleert. In elk deel wordt de speler uitgedaagd om zo veel mogelijk bezoekers te trekken door een zo goed mogelijk attractiepark neer te zetten.

## Geschiedenis
Het eerste deel en tweede deel is ontwikkeld door ontwerper en programmeur Chris Sawyer, grafisch ontwerper Simon Foster en componist Allister Brimble. Het werd daarna uitgebracht door Hasbro Interactive, dat later werd verkocht aan Infogrames, nu beter bekend als Atari. Twee vervolgen en verschillende uitbreidingspakketten kwamen hierna uit.

## Spellen
Computer:
- RollerCoaster Tycoon (1999)
  - Uitbreiding Uitbreidingsset Attracties (Engels: Added Attractions) (1999)
  - Uitbreiding Bochtige Banen (Engels: Loopy Landscapes) (2000)
- RollerCoaster Tycoon 2 (2002)
  - Uitbreiding Wacky Worlds (2003)
  - Uitbreiding Time Twister (2003)
- RollerCoaster Tycoon 3 (2004)
  - Uitbreiding Dolle Waterpret (Engels: Soaked!) (2005)
  - Uitbreiding Beestenboel (Engels: Wild!) (2005)
- RollerCoaster Tycoon World (2016)

Spelcomputer:
- RollerCoaster Tycoon 3D (2012, Nintendo 3DS)
- RollerCoaster Tycoon Adventures (2018, Nintendo Switch)

Mobiel:
- RollerCoaster Tycoon 4 Mobile (2014)
- RollerCoaster Tycoon Classic (2016)
- RollerCoaster Tycoon Touch (2017)

## Merchandise
Er bestaan ook een bordspel en een reeks boeken over de spelserie.

## Trivia
- Een aantal attracties van het spel (waaronder de spiraalglijbaan) is in het echt te zien op de pier van Brighton.